# San Martino delle Scale
San Martino delle Scale è una frazione di oltre 4 000 abitanti di Monreale, comune italiano della città metropolitana di Palermo in Sicilia.
La frazione sorge nei pressi dell'aggregato monumentale che include il monastero benedettino e la Basilica abbaziale di San Martino delle Scale, da cui prende il nome. Le strutture ospitano l'accademia delle belle arti, una scuola di restauro ed un negozio di articoli scelti.
Il paesaggio montuoso e ricco di boschi ne ha fatto una località particolarmente apprezzata dai palermitani per la villeggiatura, grazie alla frescura che offre nella stagione estiva.
Le costruzioni non sono concentrate in un unico agglomerato urbano, ma sono sparse tra i folti boschi. La frazione unisce a sé, oltre all'area principale orbitante attorno all'Abbazia, le principali località del Castellaccio e Villaggio Montano sul versante di Monreale, e Piano Geli e Valle Paradiso sul versante di Palermo.
Vista la folta vegetazione, nelle stagioni più calde molti incendi si sono sviluppati da San Martino delle Scale, giungendo alle soglie della città.